# Civray-de-Touraine
Civray-de-Touraine – miejscowość i gmina we Francji, w Regionie Centralnym, w departamencie Indre i Loara.
Według danych na rok 2011 gminę zamieszkiwało 1810 osób, a gęstość zaludnienia wynosiła 60 osób/km² (wśród 1842 gmin Regionu Centralnego Civray-de-Touraine plasuje się na 290. miejscu pod względem liczby ludności, natomiast pod względem powierzchni na miejscu 558.).